# Sinaira Machado
Sinaira Machado Souza  (Porto Velho, 12 de março de 1990) é uma modelo e bacharel em Direito, eleita Miss Rondônia 2014 representando sua cidade natal, Porto Velho. Sinaira já representou o estado no Miss Terra Brasil 2011 realizado em Belo Horizonte. Em 30 de agosto de 2014, venceu o Miss Rondônia e representou o Estado no Miss Brasil 2014 realizado em Fortaleza, no Ceará, onde foi eleita Miss Simpatia.  

## Carreira

### Miss Rio Madeira
Em 2010, Sinaira representou o Rio Madeira na 7ª edição do Miss Terra Brasil, tradicional concurso de beleza que seleciona, dentre várias candidatas representando cidades e nichos ecológicos do país, a melhor, para que esta represente a sua nação e sua cultura no certame internacional de Miss Earth. O evento foi realizado no dia 11 de Setembro de 2010 no Minascentro em Belo Horizonte, no estado de Minas Gerais.

### Miss Rondônia
Depois da pré-seleção realizada em Porto Velho por Evandro Hazzy, representante do Miss Brasil Oficial, Sinaira Machado passou a ser considerada uma das favoritas ao título estadual, onde arrancou elogios e votos dos jurados e acabou conquistando a coroa e o título de Miss Rondônia. O concurso coordenado pela colunista Berta Zuleika e Zuza Carneiro, foi realizado no Auditório Uniron, dentro do Porto Velho Shopping em Porto Velho, com catorze candidatas. Ela foi coroada por Jeane Aguiar, Miss Rondônia 2013. 

### Miss Brasil
Em 27 de setembro de 2014 a portovelhense Sinaira Machado representou Rondônia no Miss Brasil 2014 realizado no Centro de Eventos do Ceará, em Fortaleza, depois de dez dias de confinamento com as demais candidatas.

#### Premiação Especial
- Sinaira Machado foi eleita pelas demais candidatas e recebeu o Prêmio de Miss Brasil Simpatia, sendo a terceira rondoniense a conquistar esse feito, algo que não ocorria desde 1979, quando Yete Baleeiro trouxe o título para o Estado de Rondônia.[3]

#### Enquetes
- Várias enquetes de opinião pública apontavam Sinaira como uma das 15 preferidas dos internautas:

Na votação do R7.com Sinaira figurou na 14ª posição e na votação da Bol/Uol ela terminou como uma das 5 finalistas, na 5ª posição.

### Direito
- Sinaira Machado é bacharel em Direito e atualmente tenta a certificação no Exame de Ordem da OAB - Ordem dos Advogados do Brasil.

## Resumo de Competições
| Concurso                         | Representou | Ano  |
| -------------------------------- | ----------- | ---- |
| Miss Terra Rondônia (Vencedora)  | -           | 2010 |
| Miss Terra Brasil                | Rio Madeira | 2011 |
| Miss Porto Velho (Vencedora)     | -           | 2014 |
| Miss Rondônia (Vencedora)        | Porto Velho | 2014 |
| Miss Brasil                      | Rondônia    | 2014 |
| Miss Brasil Simpatia (Vencedora) | Rondônia    | 2014 |